# Бангкокские соглашения
Англо-сиамское соглашение 1909 года или Бангкокское соглашение 1909 года — соглашение между Великобританией и Таиландом, подписанное 10 марта 1909 года в Бангкоке.
Соглашение, в котором не были никак представлены малайцы (Малайзия), разделяло северные малайские государства на две части. Область вокруг современного Паттани (малайский язык: Патани), Наративат (малайский язык: Менара), Сонгкхла (малайский язык: Синггора), Сатун (малайский язык: Сетул) и Яла (малайский язык: Яла) оставались под тайским контролем, в то время как Таиланд отказывался от своих притязаний на сюзеренитет над Кедахом, Кедантаном, Перлисом и Теренгганом, которые оставались в пределах британской сферы влияния как протектораты. Эти четыре государства, наряду с Джохором, позже стали известны как Необъединенные Малайские Султанаты.
Первоначально Сетул и Перлис были частью малайского Султаната Кедах, однако только Сетул оставался подвластен Таиланду, в то время как Патани, Менара, Синггора и Яла исторически управлялись малайским Султанатом Патани.
Британская логика была следующей: тайское влияние в северной половине Малайи расценивалось положительно, так как Таиланд рассматривался в качестве дружественного буфера против французов в Индокитае.
Ранее в 1826 году, по Бёрнийским соглашениям, Кедах, Келантан, Перлис и Теранггану были признаны тайскими областями, в то время как Пинанг и провинция Уэлсли отходили к Великобритании, при этом Таиланд не должен был противиться британской торговле в Келантане и Теранггуне.
Это соглашение до сих пор оказывает эффект и на Таиланд, и на Малайскую Федерацию. Проблема границ, сепаратистское движение в Южном Таиланде происходят как раз из-за отказа Патани признать над собою легитимность тайской власти по заключенному между Великобританией и Таиландом соглашению.